# Iguanura
Iguanura, rod palmi smješten u tribus Areceae, potporodica Arecoideae, vernakularno je nazivan pinang. Pripada mu 34 vrste raširene od Burme na sjeveru preko Tajlanda na jug do Sumatre i Bornea.
Vrste ovog roda rijetko se koriste, osim povremeno lišće za zaklon preko noći. Korijenu i plodu I. wallichiana pripisuju se kontracepcijska svojstva (Burkill 1966). Sve vrste su vrlo dekorativne, ali se čini da ih je teško uzgajati.

## Vrste
1. Iguanura ambigua Becc.
2. Iguanura asli C.K.Lim
3. Iguanura belumensis C.K.Lim
4. Iguanura bicornis Becc.
5. Iguanura borneensis Scheff.
6. Iguanura cemurung C.K.Lim
7. Iguanura chaiana Kiew
8. Iguanura corniculata Becc.
9. Iguanura curvata Kiew
10. Iguanura diffusa Becc.
11. Iguanura divergens Hodel
12. Iguanura elegans Becc.
13. Iguanura geonomiformis Mart.
14. Iguanura humilis (Kiew) C.K.Lim
15. Iguanura kelantanensis C.K.Lim
16. Iguanura leucocarpa Blume
17. Iguanura macrostachya Becc.
18. Iguanura melinauensis Kiew
19. Iguanura minor Kiew
20. Iguanura mirabilis C.K.Lim
21. Iguanura myochodoides Kiew
22. Iguanura namsabiensis A.J.Hend., M.M.Aung & K.Armstr.
23. Iguanura palmuncula Becc.
24. Iguanura parvula Becc.
25. Iguanura perdana C.K.Lim
26. Iguanura piahensis C.K.Lim
27. Iguanura polymorpha Becc.
28. Iguanura prolifera Kiew
29. Iguanura remotiflora H.Wendl.
30. Iguanura sanderiana Ridl.
31. Iguanura speciosa Hodel
32. Iguanura tenuis Hodel
33. Iguanura thalangensis C.K.Lim
34. Iguanura wallichiana (Mart.) Benth. & Hook.f. ex Becc.

## Sinonimi
- Slackia Griff.